# نسوية الدولة
نسوية الدولة هي نسوية أنشأتها أو أقرتها حكومة دولة أو أمة. عادة ما تحدد برنامج معين. صاغت هيلغا هيرنس المصطلح مع إشارة خاصة إلى الوضع في النرويج، التي تملك تراثًا من النسوية الليبرالية المدعومة من الحكومة يعود تاريخه إلى ثمانينيات القرن التاسع عشر، وغالبًا ما يُستخدم المصطلح عند مناقشة سياسات المساواة الجندرية التي تدعمها الحكومة في بلدان الشمال الأوروبي، المرتبطة بنموذج الشمال الأوروبي. استُخدم المصطلح أيضًا في سياق البلدان النامية حيث قد تتيح الحكومة شكلها من النسوية وفي نفس الوقت تمنع المنظمات غير الحكومية من الدفاع عن أي برنامج نسوي آخر. بهذا المعنى، من الممكن التمييز بين نسوية الدولة الليبرالية الموجودة في الديمقراطيات الغربية مثل دول الشمال، ونسوية الدولة الأكثر سلطوية إلى حد ما والتي غالبًا ما ترتبط أيضًا بالعلمانية، الموجودة على سبيل المثال في بعض دول الشرق الأوسط.

## لمحة عن نسوية الدولة
نسوية الدولة هي عندما تتبنى الحكومة أو الدولة سياسات تعود بالنفع على حقوق المرأة وتحسين حياة المرأة. صاغت هيلغا هيرنس المصطلح عام 1987. بدأت المنظّرات النسويات في ثمانينيات القرن الماضي بإعادة النظر في الدور الذي يمكن أن تلعبه الحكومات في تحقيق نتائج إيجابية في حياة النساء. يمكن للدولة، كنظام، أن تدعم مصالح مختلف الطبقات والأجناس والتسلسلات الهرمية العرقية. يمكنها أيضًا أن تدعم عددًا متنوعًا من البرامج التي تتمتع بمستويات مختلفة من الدعم داخل الحكومة أو المجتمع.
تنظر النساء اللواتي يدرسن نسوية الدولة إلى فعالية البرامج الحكومية المختلفة، وكيف تعمل على تحسين حقوق المرأة ومكانتها في مناطقهم المحلية. اقترحت بعض الباحثات، مثل إليزابيث فريدمان، أنه من الضروري وجود حركة نسائية قوية تعمل بشكل مستقل عن الدولة من أجل نجاح نسوية الدولة. في أستراليا وهولندا، يمكن تسمية أولئك المنخرطين في تعزيز نسوية الدولة بالفيموقراطيات. قد يكون من المفيد أيضًا تطبيق مفهوم نسوية الدولة لفحص السياسات تجاه المرأة في البلدان التي لديها دولة مركزية قوية، مثل اليابان.
غالبًا ما يقع خلط بين فكرة نسوية الدولة مع إنشاء وكالات لسياسة المرأة في الحكومات. ومع ذلك، فإن إنشاء مثل هذه السياسات لا يعني حصول نتائج نسوية. في الأساس، لا ينبغي الخلط بين النسوية الحكومية والإجراء الذي يُتخذ فيما يتعلق بالهيئات الحكومية التي تدعم السياسات الخاصة بالمرأة، وفقًا لدوروثي إي ماكبرايد وإيمي ج. مازور. في كتاب الهيئات السياسية النسائية ونسوية الدولة. حددت ماكبرايد ومازور نوعين من نسوية الدولة: حركة نسوية الدولة ونسوية الدولة التحويلية. يصف النوع الأول عندما تتفاعل الحكومة مع الحركة النسائية بمحل من خلال وضع سياسات تعزز المطالب القائمة على الوعي الجندي وتضامن النساء وقضية المرأة. إن العملية التحولية هي حيث تصبح المطالب التي بدأت بالفعل داخل الدولة نسوية بشكل واضح وتعمل على تحقيق المساواة الكاملة الجندرية وإمكانية تغيير العلاقات بين الجنسين. يمكن لنسوية الدولة أيضًا أن تدفع الحكومة لتصبح أكثر ديمقراطية بطبيعتها على نطاق واسع.

## تركيا
في القرن العشرين، استبقت الحكومة التركية النسوية. تضمن برنامج الحكومة التركية الوطنية في العشرينيات من القرن الماضي نزع الحجاب الإلزامي، وحصول المرأة على مزيد من التعليم والعمل، والحقوق السياسية للمرأة، كل ذلك كجزء من جهد وطني لمحاكاة بعض الخصائص الثقافية الغربية في أمة مسلمة.
في ثمانينيات القرن الماضي، ظهرت الموجة الثانية من النسوية، بين بنات قيادات الحركة الكمالية في تركيا، إذ كانت النساء نسويات في تعريف الحكومة وقيادتها. غطت نسوية الدولة التي اتبعوها، وفقًا للباحثة مارغوت بدران، أجزاء من النظام الأبوي بظهور تقدمي غربي.